# 14157 Pamelasobey
14157 Pamelasobey eller 1998 SA133 är en asteroid i huvudbältet som upptäcktes den 26 september 1998 av LINEAR i Socorro County, New Mexico. Den är uppkallad efter Pamela Sobey.
Asteroiden har en diameter på ungefär 4 kilometer.